# Full Moon Fever
Full Moon Fever (перекладається як "Лихоманка повного місяця") — дебютний сольний альбом американського рок-музиканта Тома Петті, випущений 24 квітня 1989 року на лейблі MCA. До цього він виступав у складі групи «Tom Petty and the Heartbreakers», але вирішив почати сольну кар'єру. Хоч альбом і був сольним, над ним працював також і учасник гурту «Tom Petty and the Heartbreakers» Майк Кемпбел, а також колеги по гурту «Traveling Wilburys» Джефф Лінн, Рой Орбісон (який не дожив до випуску альбому) та Джордж Гаррісон.
Тексти пісень, в основному, були написані Томом Петті у співпраці із Джеффом Лінном, який також був і продюсером альбому. Альбом «Full Moon Fever» став комерційно успішним та був гарно прийнятий критиками. Він досяг третього місця в американському рейтингу Billboard 200, став 5 разів платиновим у США та 6 разів платиновим в Канаді.
Студія MCA Records під керівництвом Ірвіна Азоффа на початку відмовилась випускати цей альбом, аргументуючи тим що він не містить хітів. Однак, через декілька місяців Азофф залишив посаду директора студії, і нове керівництво позитивно оцінило альбом і вирішило його випустити. В 2019 році альбом було додано до Зали стави премії «Греммі».
Пісня «Runnin' Down a Dream» з цього альбому присутня у саундтреці популярної відеогри Grand Theft Auto: San Andreas (на внутриігровій радіостанції «K-DST»), випущеної в 2004 році. В трейлері до гри Grand Theft Auto VI, анонсованої в 2023 році, використана пісня «Love Is a Long Road».

## Історія створення
Після закінчення в 1987 році туру гуртом «Tom Petty and the Heartbreakers», початого після виходу альбому Let Me Up (I've Had Enough), Петті вирішив записати сольний альбом без групи (так само, як приблизно в той же час зробив Брюс Спрінгстін зі своїм гуртом E Street Band), оскільки вважав, що пісні, написані ним разом з Джеффом Лінном для цього альбому, не відповідають стилю гурту. Це спричинило неоднозначні реакції серед учасників гурту, хоча врешті всі з них крім Стена Лінча так чи інакше брали участь у створенні альбому. Бенмонту Тренчу, Гові Епштейну та Стену Лінчу не подобалося грати «Full Moon Fever» під час концертів «Tom Petty and the Heartbreakers». Стен Лінч казав, що коли йому доводилося грати пісні з цього альбому, йому здавалоя ніби він грає в кавер-гурті.
В роботі над альбомом в 1988 році брали участь багато друзів Петті, включно із всіма учасниками гурту «Traveling Wilburys», крім Боба Ділана. Альбом записувався неспішно в розслабленій атмосфері гаражної студії Майка Кемпбела. Том Петті пізніше скаже, що це був найприємніший процес запису альбому в його кар'єрі. Запис альбому «Full Moon Fever» переривався на деякий час для запису першого альбому гурту «Traveling Wilburys».

## Сприйняття і оцінки
Альбом «Full Moon Fever» став комерційно найуспішнішим в кар'єрі Тома Петті. Цьому посприяли схвальні відгуки критиків та наявність в ньому трьох хітів. Альбом, випущений 24 квітня 1989 року, досяг третього місця в американському рейтингу «Billboard 200» та восьмого місця в британському рейтингу «Billboard 200». П'ять пісень з цього альбому були випущені як сингли, два з них досягли першої двадцятки американського рейтингу «Billboard Hot 100», а три опинились на верхніх позиціях рейтингу «Mainstream Rock». Американська асоціація компаній звукозапису 5 жовтня 2000 року сертифікувала «Full Moon Fever» як п'ять разів платиновий в США, а Канадська асоціація компаній звукозапису 18 вересня 1991 року сертифікувала його як шість разів платиновий в Канаді.
Оцінки критиків були, загалом, дуже схвальними, наприклад AllMusic оцінив альбом на чотири з половиною зірки з п'яти в ретроспективній рецензії, захоплюючись майстерністю альбому та протиставляючи його альбому «Damn the Torpedoes» гурту «Tom Petty and the Heartbreakers». В цій рецензії зазначається, що альбом не містить слабких пісень, і альбом називається "дрібним шедевром". В оригінальній рецензії «Rolling Stone» цей альбом схвально порівнювався з дебютним альбомом «Travelling Wilburys», кажучи, що він має "такий самий бешкетний шарм", але часом здається "затягнутим". Ця рецензія узагальнює альбом як "ще один достойний сторонній проект Тома Петті" і дає йому три з половиною зірки з п'яти. Альбом посів 92-е місце в списку 100 найкращих альбомів 1980-их за версією «Rolling Stone», та 298 місце в списку 500 найкращих альбомів усіх часів за версією журналу «Rolling Stone» (з 2020 року).

## Список композицій
Всі пісні написані Томом Петті та Джеффом Лінном, якщо не вказано інше.
| Перша сторона | Перша сторона          | Перша сторона                         | Перша сторона |
| #             | Назва                  | Автор                                 | Тривалість    |
| ------------- | ---------------------- | ------------------------------------- | ------------- |
| 1.            | «Free Fallin'»         |                                       | 4:14          |
| 2.            | «I Won't Back Down»    |                                       | 2:56          |
| 3.            | «Love Is a Long Road»  | Том Петті та Майк Кемпбел             | 4:06          |
| 4.            | «A Face in the Crowd»  |                                       | 3:58          |
| 5.            | «Runnin' Down a Dream» | Том Петті, Джефф Лінн та Майк Кемпбел | 4:23          |

| Друга сторона | Друга сторона                    | Друга сторона | Друга сторона |
| #             | Назва                            | Автор         | Тривалість    |
| ------------- | -------------------------------- | ------------- | ------------- |
| 6.            | «Feel a Whole Lot Better»        | Джин Кларк    | 2:47          |
| 7.            | «Yer So Bad»                     |               | 3:05          |
| 8.            | «Depending on You»               | Том Петті     | 2:47          |
| 9.            | «The Apartment Song»             | Том Петті     | 2:31          |
| 10.           | «Alright for Now»                | Том Петті     | 2:00          |
| 11.           | «A Mind with a Heart of Its Own» |               | 3:29          |
| 12.           | «Zombie Zoo»                     |               | 2:56          |

### Інтерлюдія
Оригінальний компакт-диск з цим альбомом містив приховану інтерлюдію під назвою «Hello, CD listeners ...» ("Привіт, слухачі компакт-диску...") прямо перед піснею «Feel a Whole Lot Better» в самому початку другої сторони диску. Вона складалася з короткого монолога Тома Петті на фоні звуків амбару (зроблених Делом Шенноном). Цієї інтелюдії нема на інших фізичних носіях альбому, хоча вона згадується в описі альбому (як «Attention CD Listeners») в усіх них. У компакт-дисках випущених пізніше та у цифрових версіях альбому, її повернули, але поставили одразу після пісні «Runnin' Down a Dream» в самому кінці першої сторони диску.

Привіт, слухачі компакт-диску. Ми прийшли до моменту в цьому альбомі, коли ті, хто слухає його на касеті або на платівці мають встати або сісти, щоб перевернути платівку або касету. Заради справедливості до таких слухачів, ми зараз почекаємо декілька секунд перед тим як почати другу сторону. [пауза] Дякую. Ось друга сторона.
Оригінальний текст (англ.)
Hello, CD listeners. We've come to the point in this album where those listening on cassette, or record, will have to stand up, or sit down, and turn over the record, or tape. In fairness to those listeners, we'll now take a few seconds before we begin side two. [pause] Thank you. Here's side two.

## Учасники запису
Основні учасники
- Том Петті — вокал та бек-вокал, шестиструнна та дванадцятиструнна акустична гітара та електрогітара, клавішні, бубон
- Майк Кемпбел[en] — лід-гітара, бас-гітара, слайд-гітара та резонаторна гітара, мандоліна та клавішні
- Джефф Лінн — бас-гітара, ритм-гітара та синтезаторна гітара, піаніно та клавішні, бек-вокал
- Філ Джонс[en] — ударні та перкусія

Додаткові музиканти
- Джордж Гаррісон — акустична гітара та бек-вокал в пісні «I Won't Back Down»
- Джим Келтнер — ударні, маракаси та бубон в пісні «Love Is a Long Road»
- Бенмонт Тенч — піаніно в пісні «The Apartment Song»
- Гові Епштейн — бек-вокал в піснях «I Won't Back Down» та «Love Is a Long Road»
- Рой Орбісон — бек-вокал в пісні «Zombie Zoo»
- Келсі Кемпбел — скрим в пісні «Zombie Zoo»
- Дел Шеннон — звукові ефекти в інтерлюдії «Hello, CD listeners ...»

Виробництво
- Джефф Лінн, Том Петті та Майк Кемпбел[en] — продюсери
- Майк Кемпбел, Дон Сміт, Біл Ботрел та Деніс Кірк — звукорежисери
- Алаг "Багс" Вайдел — помічник звукорежисера
- Стів Холл — мастеринг